# 류다스 기라

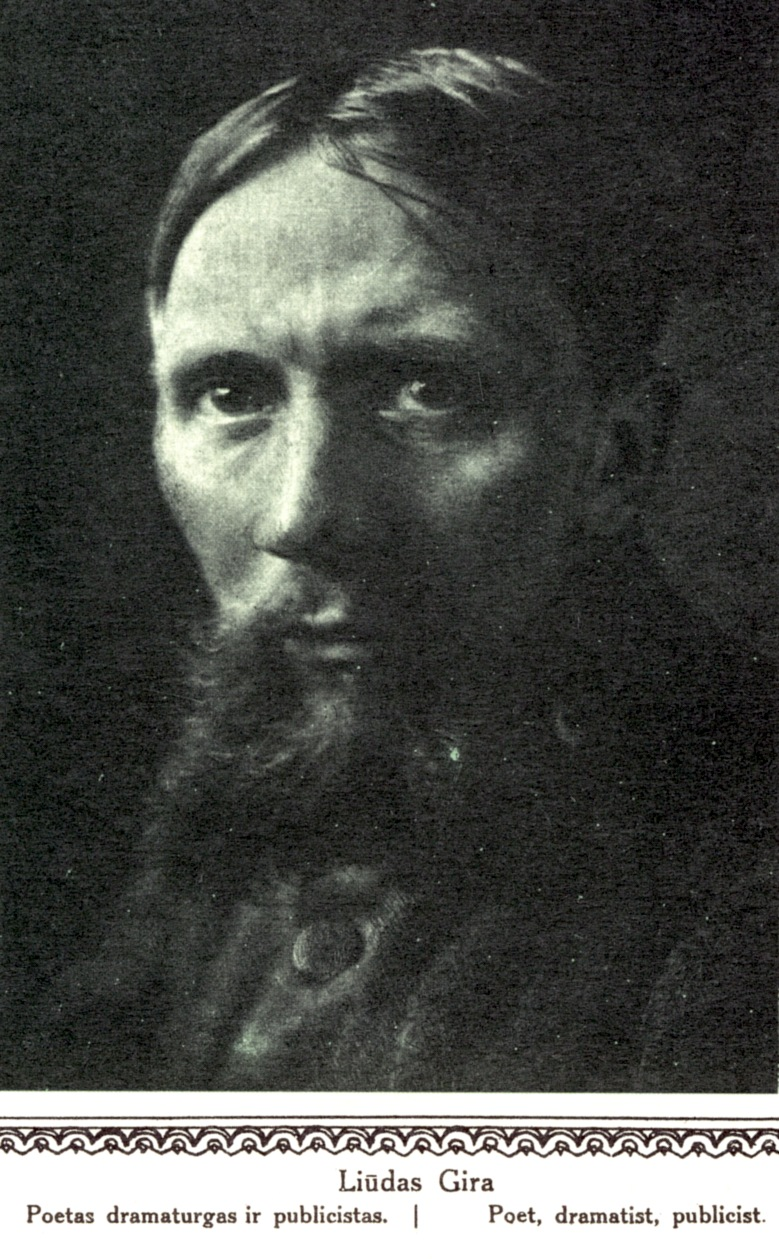
류다스 기라

류다스 기라(리투아니아어: Liudas Gira, 1884년 8월 27일 빌뉴스 ~ 1946년 7월 1일 빌뉴스)는 리투아니아의 시인, 작가, 군인이다.
초기에는 리투아니아의 민요를 바탕으로 한 시를 썼으며 1930년대부터는 공산주의 이념에 심취했다. 소련의 리투아니아 소비에트 사회주의 공화국 수립 과정에 협조했고 제2차 세계 대전이 진행 중이던 1941년에는 러시아 소비에트 연방 사회주의 공화국의 제16소총사단에서 복무했다. 제2차 세계 대전의 종전과 함께 리투아니아로 귀환하면서 리투아니아 과학원으로부터 인민 시인 칭호를 받았다.